# بالابر غله
بالابر غله به آسانسور یا بالابر فله‌ای یا کانوایری گفته می‌شود که در تجارت غله کاربرد زیادی دارد و به صورت یک برج در کنار ساختمان‌های نگهداری غله یا سیلوها ساخته می‌شوند و کاربردشان انتقال غله از سطح پائین به سطوح بالاتر است.
اولویت در انتقال غله‌ها به صورت بسته‌بندی شده یا کیسه شده‌است تا انتقال فله‌ای.